# CHOTeN 〜今週、誰を予想する?〜
『X-MOMENT Presents CHOTeN 〜今週、誰を予想する?〜』（エックス・モーメント プレゼンツ チョウテン〜こんしゅう、だれをよそうする?〜）は、テレビ東京系列で、2021年10月2日から2022年9月24日まで、毎週土曜日の23時30分 - 翌0時（JST）に放送された深夜のeスポーツ番組。

## 概要
テレビ東京2021年10月改編により、地上波初の「eスポーツリーグ」をテーマとした番組として放送開始。これに伴い、同年4月改編で新設された深夜ドラマ枠『サタドラ』は、『ドラマ「家、ついて行ってイイですか?」』の最終回（2021年9月25日）放送を以て廃枠となった。
内容は、国内最大級のeスポーツリーグブランド「X-MOMENT」に人生を賭けたプロ選手らを応援しつつ、その戦いにも密着。
毎回2チームを選び、番組放送翌日に開催される大会で、どちらのチームが勝利するのかを、番組独自のパラメーターで選手たちを徹底分析し、選手情報・密着取材も加味しながら、スタジオ出演者たちが勝敗を毎週予想する。
更に、選手たちの練習風景や私生活などにも密着取材を行い、その熱い思いにも迫りながら、知られざる一面も発掘していく。
2022年4月改編にて、同年4月2日からは放送時間を5分繰り下げ、土曜23:30 - 翌0:00に変更。
2022年10月改編で、同年10月1日より同時間帯で『EXITのベルギー行ったらモテるやつ』が放送開始のため、9月24日で終了した
。

## 出演者
※藤森・森は毎回出演するが、日向坂46の3人は、交代制で1人が出演。
- 藤森慎吾
- 丹生明里（日向坂46）
- 松田好花（日向坂46）
- 高瀬愛奈（日向坂46）（2022年7月 - ）
- 森香澄（テレビ東京アナウンサー）[3]

### 過去の出演者
- 渡邉美穂（当時日向坂46）（2022年7月2日まで）

## スタッフ
- ナレーション：大江戸よし々
- 構成：雨宮裕也、竹村洪作、須毛原淳
- 撮影：太田真人、永田雅之
- 編集進行：山﨑貴史
- MA：降籏直人
- 編集：下澤健一郎
- ヴィジュアルフォーマット：松本哲也
- 音効：上島光央
- タイトル：鈴木百合
- 技術協力：COOInc、D☆D FACTORY
- 協力：LEDTOKYO
- 宣伝：渋谷牧代
- デスク：田中彩菜
- AD：小田本昴（ディレクターの回あり）、並木耀平、丸山慶、斉藤祐亮、嶋田誠司、大壁洸介、仲宗根千春【週替り】
- AP：加納武司、福本豊
- ディレクター：渕聡、後藤岳陽、寺尾幸星、江口聡昭、杉浦裕樹、三浦信一、今井雄大、野呂智之、横堀健悟、森澤千洋、山崎正幸【週替り】
- チーフディレクター：大沢朗、池田修大、伊藤哲【週替り】
- 演出：鈴木勇棋（BOマーズ）
- プロデューサー：金子優、三ツ木沙織、近藤貴彦、富田好美
- チーフプロデューサー：高砂佳典
- 制作協力： BOマーズ
- 製作著作：テレビ東京